# جايسون ديكنسون
جايسون ديكنسون هو لاعب هوكي الجليد كندي، ولد في 4 يوليو 1995 في جورجتاون ‏ في كندا.

## وصلات خارجية
- جايسون ديكنسون على موقع دوري الهوكي الوطني (الإنجليزية)
- جايسون ديكنسون على موقع EliteProspects.com (الإنجليزية)
- جايسون ديكنسون على موقع HockeyDB.com (الإنجليزية)
- جايسون ديكنسون على موقع Hockey-Reference.com (الإنجليزية)